# Desire the Right Party
El Desire the Right Party (DRP, en español: «Partido Desea lo Justo») fue un partido político en las Islas Malvinas, siendo uno de los únicos partidos políticos en la historia de las islas, que ha actuado tradicionalmente como una democracia sin partidos. El otro partido existente en las islas fue el Partido Progresista Nacional (National Progressive Party), fundado el 24 de julio de 1964 y vigente durante un breve período.
Su presidente fue Mike Rendell, político británico emigrado a las islas.

## Historia
El partido surgió en agosto de 1987 bajo la iniciativa de Brook Hardcastle y Robert Pitaluga, empresarios granjeros de las islas, siendo conformado oficialmente en diciembre del mismo año. En abril de 1988 se eligió a su primera directiva —en la que se nombró a Phyl Rendell como su presidenta—, en la cual se presentaron 22 candidatos para 10 cargos además de 13 representantes del área de Camp, y hacia septiembre el DRP poseía 159 militantes —89 de Stanley y 70 de Camp—. La constitución y estatutos del partido fueron aprobados en diciembre de 1988.
El nombre del partido deriva del lema de la administración británica. El partido proponía mantener la soberanía por parte del Reino Unido pero logrando mayor autonomía, abogando al mismo tiempo por un acercamiento con Argentina, pero recibió poco apoyo de los habitantes, ya que sus candidatos no ganaron ningún escaño en el Consejo Legislativo de las Islas Malvinas en las dos elecciones generales donde el partido participó.
El partido realizó una especie de elección primaria para definir a los candidatos que presentaría en las elecciones generales de las Islas Malvinas de 1989. Los precandidatos eran Fred Clarke, Dave Eynon, Kevin Kilmartin, Tim Miller, Mike Rendell y Ann Robertson. De esta elección resultaron nominados como candidatos Miller, Rendell y Robertson, de los cuales ninguno resultó elegido.

## Resultados electorales
|  | 6,98 % |

|  | 3,85 % |